# Elke Biesendorfer
Elke Biesendorfer (ur. 2002 we Frankfurcie nad Menem) – niemiecko-amerykańska aktorka filmowa i teatralna.

## Kariera

### Film
W 2025 roku Elke po raz pierwszy wystąpiła w filmie kinowym, w którym wcieliła się w główną rolę. Był to dramat pt. Das Licht, którego reżyserem był Tom Tykwer. Elke wcieliła się w rolę Friedy Engels, córkę Mileny i Tima.

### Teatr
Elke Biesendorfer wystąpiła w 2022 dwa razy w przedstawieniach teatralnych: w Diebes Füße i TEX, a rok później w przedstawieniu Attack on Provinz.

## Filmografia
| Rok  | Tytuł     | Tytuł oryginalny | Rola          | Źr.   |
| ---- | --------- | ---------------- | ------------- | ----- |
| 2025 | Das Licht | Das Licht        | Frieda Engels | [ 2 ] |

## Teatr
| Rok  | Tytuł             | Rola | Źr.   |
| ---- | ----------------- | ---- | ----- |
| 2022 | Diebes Füße       |      | [ 1 ] |
| 2022 | TEX               |      | [ 1 ] |
| 2023 | Attack on Provinz |      | [ 1 ] |